# Palacio Bellavite
Palacio Bellavite es un edificio del siglo XVI, ubicado en Venecia en Campo San Maurizio, en el sestiere de San Marco.
También se conoce como Palazzo Bellavite Baffo desde que el último miembro de la familia Baffo vivía en este edificio.

## Descripción
En las primeras décadas del siglo XVI, Dionisio Bellavite, rico comerciante de harina y aceite, encargó la construcción del edificio donde se encontraba el campanario de la iglesia de San Maurizio. Paolo Veronese creó los frescos en la fachada, de los que no queda rastro hasta el siglo XX.
Hasta 1768 fue el hogar del poeta y senador veneciano Giorgio Baffo. Entre 1803 y 1804 Alessandro Manzoni también se hospedó allí. Una placa conmemora la permanencia de ambos autores.
El edificio se desarrolla a lo largo de cuatro pisos de los cuales dos son pianos nobiles. Estos últimos están decorados con serlianas flanqueadas por pares de monóforas. El fresco de los interiores es del tipo del siglo XVIII y se ha atribuido a Pietro Antonio Novelli.